# Памятник Мировому страданию
«Памятник Мировому страданию» — нереализованный проект памятника, выполненный в 1916 году скульптором Иваном Шадром.

## История
30 марта 1916 года немецкая подводная лодка U-33 потопила в Чёрном море русско-французское госпитальное судно «Портюгаль», в результате чего погибло 115 человек. Мосгордума приняла решение возвести на Московском Братском кладбище памятник погибшим. Дума выделила 25000 рублей на строительство памятника и объявила всероссийский сбор пожертвований. Первое место в конкурсе монументов занял «Памятник Мировому страданию» скульптора И. Д. Шадра.
До начала Первой мировой войны скульптор Иван Шадр стажировался в Париже и в Риме. В тот период у него и зародилась идея подобного монумента. В 1916 году скульптор при материальной поддержке Максима Горького создал проект и модель памятника. Этот проект неоднократно демонстрировался на лекциях и показах Шадра. Однако для сооружения памятника не хватило средств.
После Октябрьской революции от идеи памятника Мировому страданию отказались не сразу. Критики переосмыслили концепцию монумента с учётом реалий нового времени: «как апофеоз человечества, шедшего через море ужасов и крови, эксплуатации и насилия, поднимая все новые восстания, к пирамиде равенства, братства и свободы... именно в таких монументальных памятниках, проникнутых таким духом, искусство коммунистического общества нашло бы своё истинное выражение». Было предложение построить монумент в Москве в рамках Плана монументальной пропаганды, но и этот проект не был реализован.

## Описание
Иван Шадр так описывал памятник:
Я представил себе человечество как единое существо, как личность. И я взял его в двух противоположностях: в смерти и в жизни, в страданиях и в радости… 

Этот памятник представляет громадный каменный двор, окружённый гигантскими плитами. Двор замыкается с одной стороны колоссальной пирамидой, знаменующей собой человеческую Голгофу с бесчисленными ступенями страданий. С другой, входной стороны — каменными Воротами Вечности. Ворота Вечности — высокая гранитная стена, испещрённая библейскими изречениями о вечности жизни. Над воротами надпись: «Пришельцы и странники мы на земле…». Их охраняют четыре колосса, олицетворяющие рождение, мужество, мудрость, вечность. В каменном массиве между гигантами узкий вход в сад, расположенный внутри памятника. По обе стороны двора — высокие стройные тополя. Окружённое тополями, мертвенно лежит в бассейне Озеро слёз.
В архитектуре памятника прослеживаются египетские мотивы. Автор обращается к дохристианской символике, но в то же время используются библейские тексты. Пирамиду скульптор уподобляет Голгофе и помещает на её стене изображение креста.

## Галерея

Проекты памятника
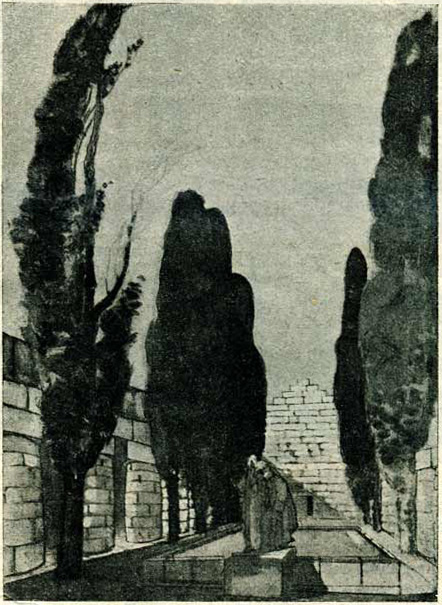
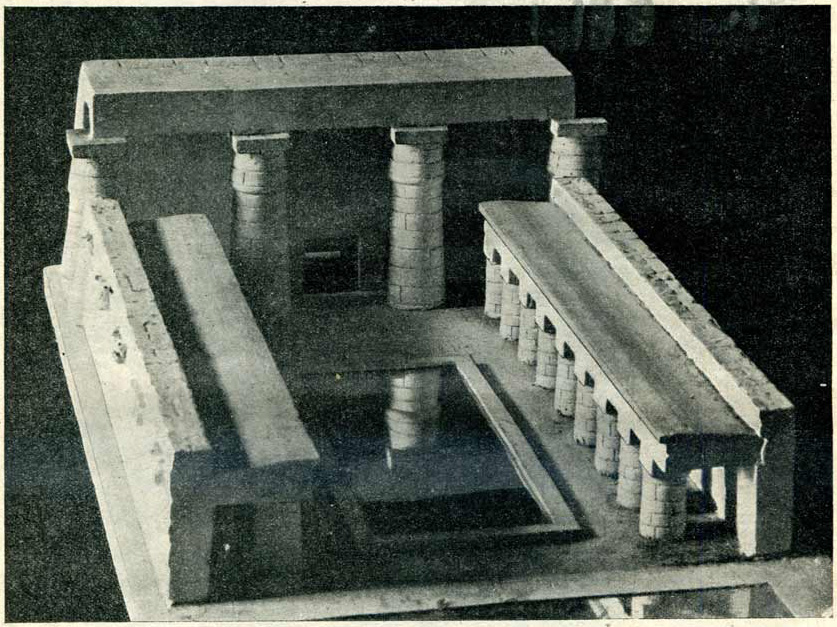